# Attentats du 24 avril 2006 à Dahab
 (décembre 2009).

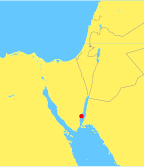
Dahab

L‘attentat de Dahab est un triple attentat-suicide, survenu le 24 avril 2006 vers 19 h 15, heure locale, (17 h 15 UTC) dans la station balnéaire de Dahab, située sur le golfe d'Aqaba, à l'extrémité orientale du Sinaï, en Égypte. Les explosions ont eu lieu à quelques secondes d'intervalle. Selon des sources de sécurité[Lesquelles ?], les bombes ont été actionnées à distance. Les attaques ont visé deux restaurants, Nelson et Alaeddine, et le supermarché Ghazala. Elles ont eu lieu en pleine période des fêtes égyptiennes du printemps qui attirent de nombreux touristes, notamment étrangers.

## Bilans
Selon le dernier bilan fourni par le ministère égyptien de l'Intérieur et revu à la baisse,[Quand ?] 18 personnes ont été tuées et au moins 62 blessées. Parmi les 18 morts figurent 12 Égyptiens et six étrangers (un Allemand, une Libanaise, un Russe et un Suisse). Les trois explosions ont fait également 62 blessés dont 42 Égyptiens et 20 étrangers (trois Américains, trois Danois, trois Britanniques, deux Français, deux Italiens, deux Allemands, un Sud-Coréen, un Libanais, un Palestinien, un Israélien et un Australien.)
D'autres informations en vrac, parfois contradictoires, ont été transmises :
- Le ministre égyptien de l'Intérieur Habib el-Adli parle de 24 morts, dont trois ressortissants étrangers.[Quand ?]
- Le porte-parole du gouvernement, Magdy Rady, affirme[Quand ?] que 18 personnes ont été tuées dont six ressortissants étrangers. Il a ajouté que ces attentats avaient fait 85 blessés, dont 10 ressortissants étrangers, chiffre avancé par un médecin de l'hôpital de Charm el-Cheikh. En revanche, il a refusé de confirmer les dires de la police qui affirme qu'un ressortissant russe et un autre suisse ont été tués.
- Le ministère des Affaires étrangères à Berlin a annoncé pour sa part[Quand ?] qu'un jeune Allemand de 10 ans avait péri.
- À Paris, le ministre des Affaires étrangères Philippe Douste-Blazy a confirmé que deux Français avaient été légèrement blessés.

## Réactions
Les condamnations de la communauté internationale sont unanimes :
- Le président égyptien Hosni Moubarak a affirmé que « les responsables de cet acte terroriste hideux doivent être pourchassés et punis conformément à la loi »[3].
- Le président français Jacques Chirac a exprimé à l'Égypte sa « consternation » et la « solidarité de la France » après « ces attentats sanglants ». Il a condamné « ces actes terroristes odieux » et adressé ses condoléances aux familles des victimes[4].
- Le président américain George W. Bush a condamné « avec force » le triple attentat, parlant d'« acte de haine ». « Nous avons vu encore aujourd'hui que les terroristes veulent essayer de définir le monde comme ils veulent le voir [...]. Je peux assurer ceci aux ennemis : nous allons continuer l'offensive »[5].
- Peter MacKay, ministre canadien des Affaires étrangères : « Le Canada condamne fermement cet acte terroriste, et des incidents de ce genre nous préoccupent vivement. Bien que les circonstances ne soient pas encore entièrement connues, il s'agit manifestement d'un attentat perpétré contre des civils innocents. Ses auteurs doivent être démasqués et traduits en justice. »
- Hu Jintao, président de la République populaire de Chine : Le gouvernement chinois « condamne les attentats et s'oppose fermement à toute forme de terrorisme », a indiqué le président Hu dans un message envoyé à son homologue égyptien Hosni Moubarak. « La Chine est disposée à renforcer la coopération avec la communauté internationale, y compris l'Égypte, pour poursuivre la lutte contre le terrorisme et sauvegarder la paix et la stabilité dans le monde. »
- Abdallah II, roi de Jordanie a « condamné et dénoncé fermement cet acte terroriste lâche » et exprimé « son soutien à l'Égypte dans ces moments difficiles. La main du terrorisme s'en est pris de nouveau à des Égyptiens innocents », dénonce Abdallah II, soulignant la « nécessité d'unir les efforts internationaux pour faire face à ce dangereux fléau qui n'a rien à voir avec notre culture arabe ou notre religion musulmane ».
- Vladimir Poutine, président de Russie : « Je condamne fermement cet acte terroriste qui ne peut être justifié. J'exprime ma sincère compassion aux parents et aux proches des victimes », a écrit le président russe, exprimant « la solidarité sans faille de la Russie envers l'Égypte dans la lutte contre le terrorisme ».
- Frank-Walter Steinmeier, ministre allemand des Affaires étrangères a déclaré : « Les images horribles de Dahab nous remplissent tous d'effroi et de grande tristesse ». « Les attentats de la nuit dernière montrent une nouvelle fois de manière terrible que les terroristes ne reculent devant rien dans leur haine aveugle. »
- Ismaïl Haniyeh, premier ministre palestinien et membre du Hamas : « Nous condamnons le crime odieux qui a eu lieu à Dahab dans le Sinaï et qui déstabilise la sécurité nationale de l'Égypte. Nous sommes aux côtés de l'Égypte et solidaire du peuple égyptien », a-t-il ajouté. Plus tôt, le porte-parole du cabinet, Ghazi Hamad, avait affirmé que le Premier ministre s'était entretenu dans la matinée avec des responsables égyptiens pour leur exprimer son « soutien ».
- Javier Solana, haut représentant pour la politique extérieure de l'UE : « Je condamne fermement les attaques terroristes qui ont eu lieu à Dahab. ». Javier Solana a témoigné sa « solidarité avec le gouvernement égyptien et le peuple égyptien, ainsi qu'avec tous les gouvernements européens dont des citoyens ont été tués ou blessés. Mes pensées vont aux familles de toutes les victimes de ces actes haineux et de violence insensée », a-t-il ajouté.
- Tony Blair, premier ministre britannique : Le monde se doit d'« être ferme, uni et résolu » face au terrorisme, a-t-il affirmé. « Je pense que ce message très très fort de la communauté internationale doit être envoyé. Nous voyons ces types d'organisations terroristes essayer de faire dérailler les progrès vers la démocratie, empêcher des gouvernements de fonctionner correctement et de s'imposer [...] à travers le terrorisme, les massacres et le meurtre de personnes innocentes », a-t-il poursuivi. « Je pense que ce qui est le plus important en ce qui concerne la lutte contre le terrorisme est de continuer, dans chaque partie du monde, mais particulièrement au Proche-Orient, de soutenir ceux qui croient [...] au progrès vers la démocratie en particulier », a-t-il ajouté. Tony Blair a également transmis sa « compassion et ses condoléances aux familles de ceux qui ont été tués et ceux qui ont été blessés » dans ces attentats, et « exprimé son soutien et sa solidarité aux autorités égyptiennes ».
  - Jack Straw, ministre britannique des Affaires étrangères : « Je condamne totalement ces explosions déplorables à Dahab. Une fois de plus, les terroristes ont démontré leur mépris de la vie humaine. »

## Enquête
Le mode opératoire reste[Quand ?] un mystère. Un responsable de la sécurité a assuré la semaine suivante, sous couvert d'anonymat, qu'au moins deux kamikazes y étaient impliqués. Le ministre de l'Information s'est montré plus prudent, affirmant que l'on ne peut pour l'instant affirmer ou infirmer cette thèse.
Quelques heures après le triple attentat, dix égyptiens ont été arrêtés. Certains d'entre eux portaient de faux papiers.
Le 26 avril au soir, le ministre égyptien de l'Intérieur Habib el-Adli, a déclaré que le triple attentat de Dahab était lié aux attentats ayant frappé d'autres lieux touristiques de la péninsule, en octobre 2004 à Taba et à Charm el-Cheikh en juillet 2005. Selon des informations qu'il a communiqué, les auteurs sont des Bédouins du Sinaï. Selon lui, le double attentat du 26 avril, qui visait la police égyptienne et la Force multinationale et observateurs au Sinaï dans le nord du Sinaï, et dans lequel seuls les kamikazes sont morts, est également l'œuvre du même groupe, le Jama'at al-Tawhid wal-Jihad.